# Satu Hassi
Satu Maijastiina Hassi (født 3. juni 1951) er siden 2004 finsk medlem af Europa-Parlamentet, valgt for Grønt forbund (indgår i parlamentsgruppen G-EFA).